# Kollegiatstift von Tum
Das Kollegiatstift von Tum ist eine römisch-katholische Kirche in Tum, Bistum Łowicz, Polen.

## Geschichte
Herzog Bolesław I. holte die Benediktiner nach Polen, die im Jahr 997 ihr erstes polnisches Kloster in Tum errichteten. Nach der Zerstörung während des heidnischen Aufstands in den 1030er Jahren wurde es von Kasimir dem Erneuerer in den 1040er Jahren wieder aufgebaut. 1149 wurde der Bau im romanischen Stil neuerrichtet. Die Kirche wurde 1161 von dem Gnesener Erzbischof Johann II. der Muttergottes und dem Heiligen Alexius geweiht. Seit 1181 fanden hier die Synoden der polnischen Bischöfe statt. 1241 hielt sie dem Mongolensturm stand, wurde jedoch 1293 von den Litauern unter Vytenis geplündert. 1306 und 1331 wurde Tum und das benachbarte Łęczyca von den Rittern des Deutschen Ordens verwüstet. Im 15. Jahrhundert wurde die Kirche im gotischen Stil restauriert. 1705 wurde sie von den Schweden gebrandschatzt und in den Jahren von 1765 bis 1785 im klassizistischen Stil von Ephraim Schröger auf Kosten von Bischof Kajetan Sołtyk restauriert. Schließlich wurde die Kirche bei Gefechten am Anfang des Zweiten Weltkriegs in Mitleidenschaft gezogen und von 1947 bis 1961 im ursprünglichen romanischen Stil restauriert.

## Galerie

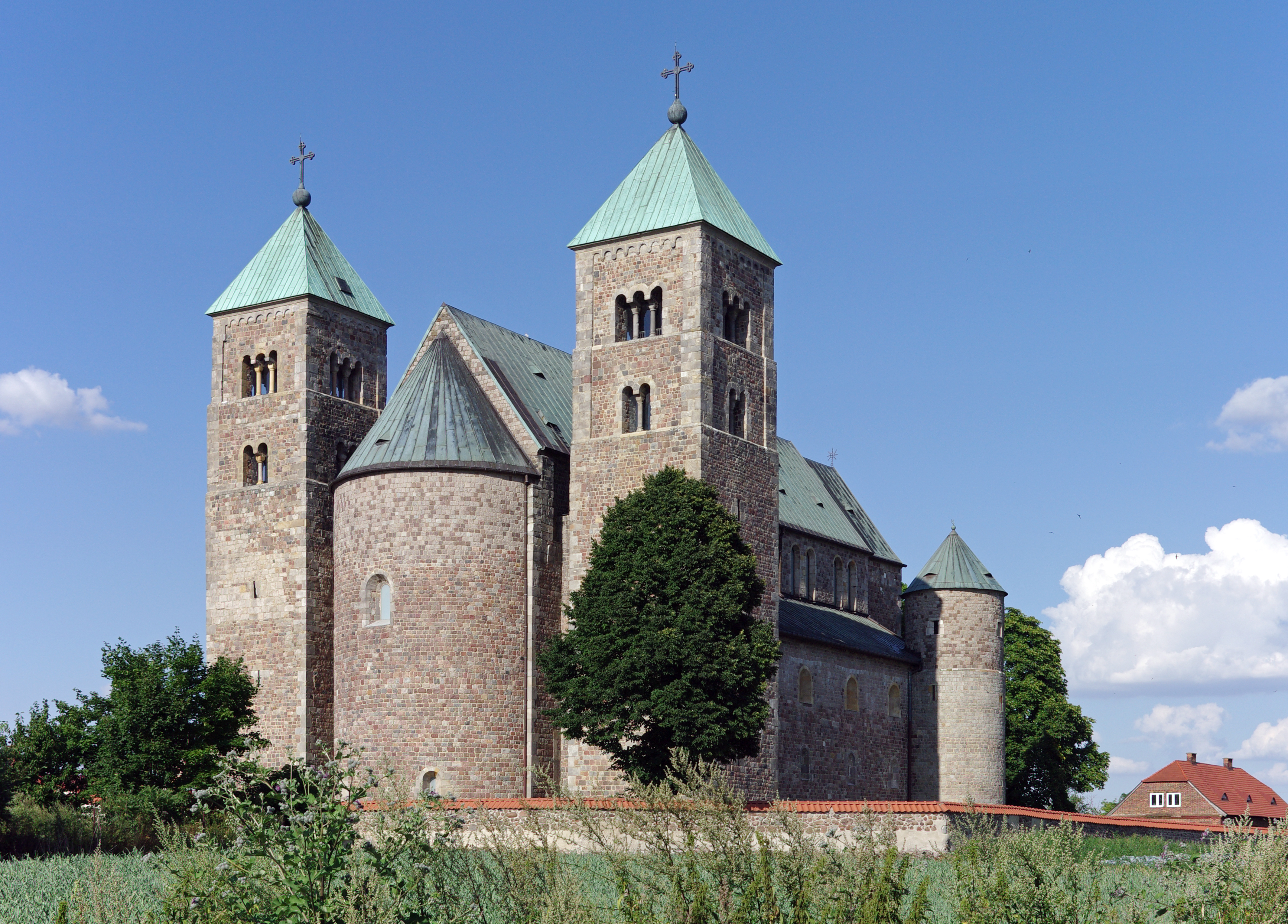
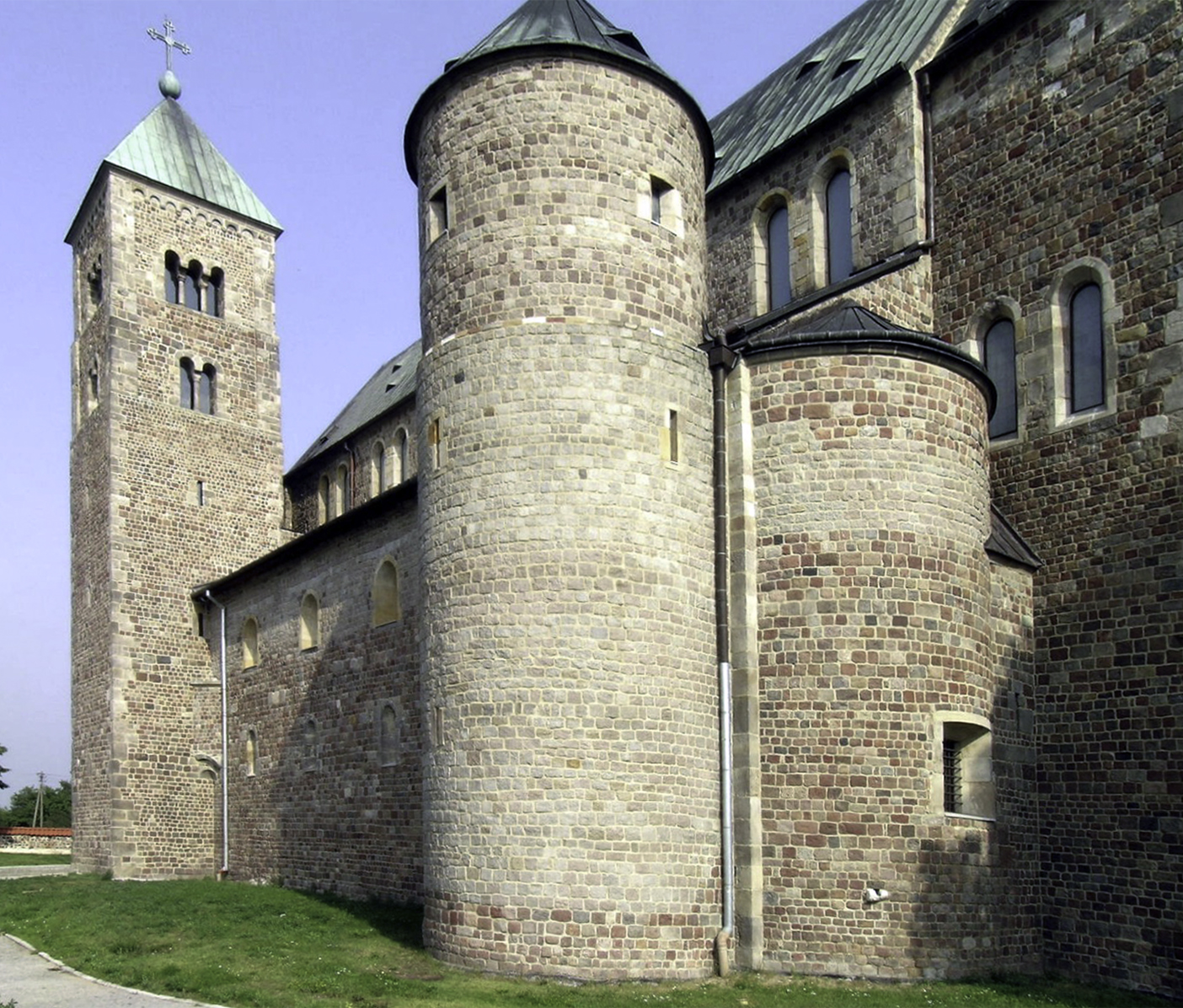
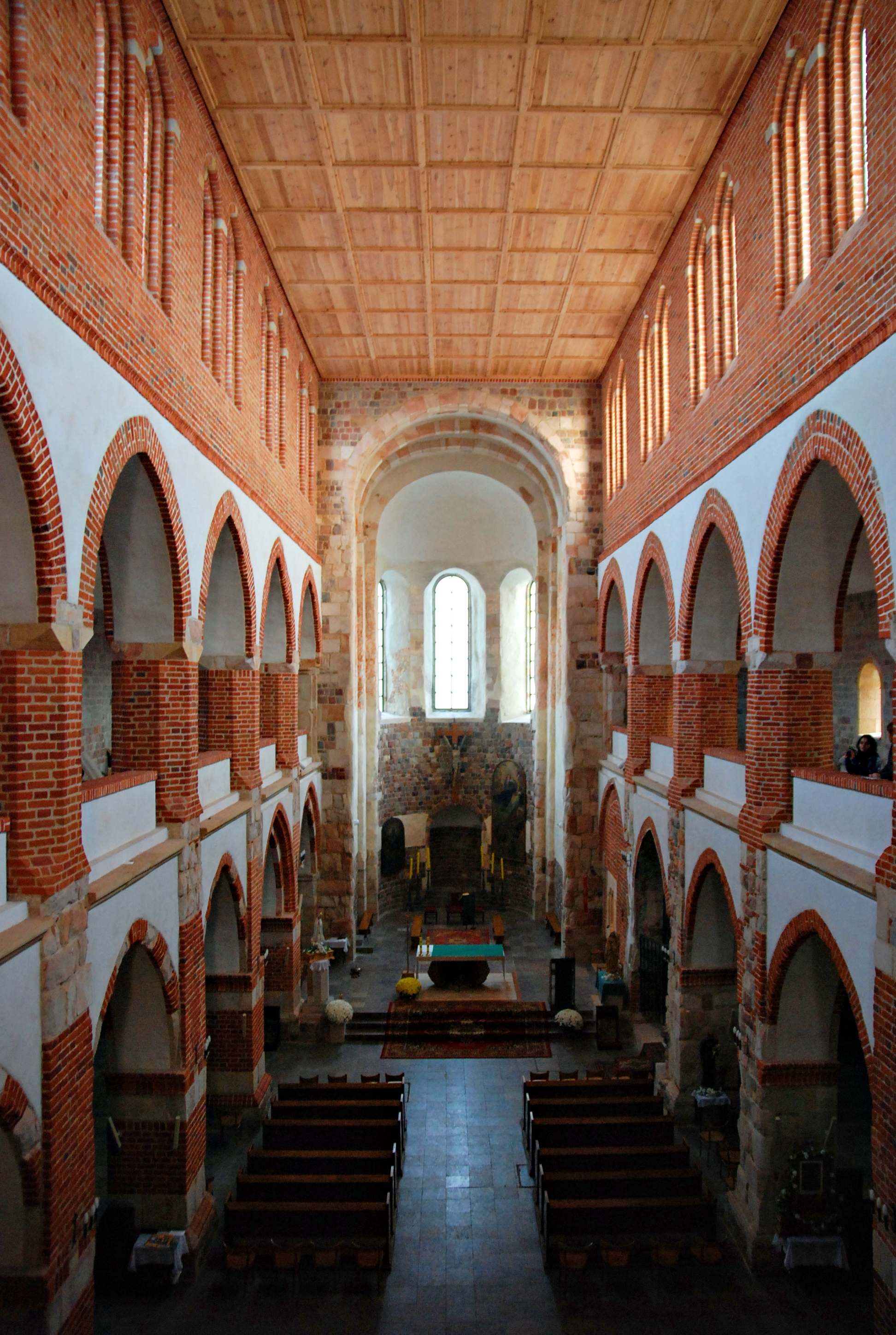
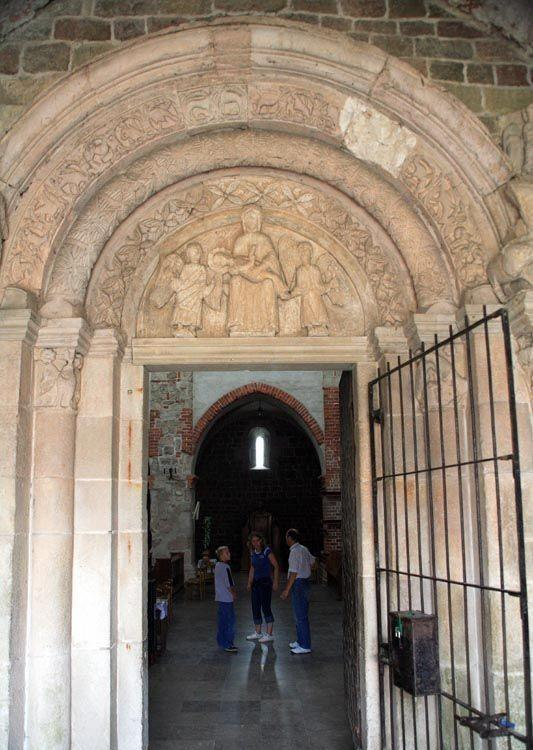